# سيلفر لينك
سيلفر لينك (باليابانية: 株式会社シルバーリンク، بالروماجي: Kabushiki gaisha Shirubā Rinku) هو استوديو رسوم متحركة ياباني، تم تأسيسه في ديسمبر 2007، من قبل هاياتو كانيكو، ويقع مقره في طوكيو.

## أعمال الاستوديو

### مسلسلات أنمي تلفزيونية
- كوكورو كونكت (2012 ــ 2013)[1]
- بطولات فارس فاشل (2015 بالتعاون مع نيكزس)
- آن هابي (2016)
- إنتقام ماساموني-كن (2017)[2]
- توكار (2017)
- باتلرز (2018)
- حفيد الحكيم (2019)
- إعادة تجسيدي في هيئة شريرة: كل الطرق تؤدي إلى الهلاك (2020)
- إعادة تجسيدي في هيئة شريرة: كل الطرق تؤدي إلى الهلاك إكس (2021)
- راغنا كريمزون (2023)

## وصلات خارجية
- الموقع الرسمي (باليابانية)
- سيلفر لينك على موقع ANN company (الإنجليزية)